# Anna Konanykhina
Anna Aleksandrovna Konanychina (in russo Анна Александровна Конаныхина?; San Pietroburgo, 10 settembre 2004) è una tuffatrice russa.

## Biografia
Grazie al nono posto nella piattaforma 10 metri alla Coppa del Mondo di Tokyo 2021, ha ottenuto la qualificazione ai Giochi olimpici estivi di Tokyo 2020.
Ai campionati campionati europei di nuoto di Budapest 2020, disputati nel maggio 2021 alla Duna Aréna  si è laureata campionessa continentale nella specialità del piattaforma 10 metri, precedendo la connazionale Julija Timošinina e la britannica Andrea Spendolini-Sirieix.

## Palmarès
| Anno | Manifestazione  | Sede      | Evento            | Risultato | Prestazione | Note  |
| ---- | --------------- | --------- | ----------------- | --------- | ----------- | ----- |
| 2021 | Coppa del Mondo | Tokyo     | Piattaforma 10 m  | 9ª        | 291,75 p.   |       |
| 2021 | Europei         | Budapest  | Piattaforma 10 m  | Oro       | 365,25 p.   |       |
| 2025 | Mondiali        | Singapore | Sincro 10 m misto | Bronzo    | 311,88 p.   | [ 1 ] |